# Laughton (Leicestershire)
Pour les articles homonymes, voir Laughton.
Laughton est une paroisse civile et un village du Leicestershire, en Angleterre.